# Czerwiec 2007

## 1 czerwca2007
- Paweł Wypych został nowym prezesem Zakładu Ubezpieczeń Społecznych. (Wikinews)
- W Świdnicy odbył się III Ogólnopolski Zlot Szkół i Placówek im. Kawalerów Orderu Uśmiechu; Mszę Świętą w świdnickiej Katedrze odprawił JE ks. biskup Antoni Długosz.
- Wyemitowany w holenderskiej telewizji kontrowersyjny program The Big Donor Show, w którym śmiertelnie chora kobieta miała zadecydować, której spośród trzech chorych osób oddać swoją nerkę, okazał się mistyfikacją. (wirtualnemedia.pl)

## 2 czerwca2007
- Na Polach Lednickich odbyło się 11. Ogólnopolskie Spotkanie Młodzieży Lednica 2000.
- Podczas rozpoczętej konwencji krajowej SLD szef Sojuszu Wojciech Olejniczak skrytykował obecną koalicję rządową PiS-Samoobrona-LPR, mówiąc, że jest to koalicja paranoików ogarniętych obsesją ścigania urojonych wrogów. Szef SLD skrytykował także Platformę Obywatelską, stwierdzając, że SLD to jedyna prawdziwa opozycja. (wp.pl)
- W Rostocku odbyła się pokojowa manifestacja przeciwko grupie G8. Po manifestacji demonstranci zaatakowali policję. W stronę funkcjonariuszy poleciały kamienie i butelki. Policjanci odpowiedzieli gazem łzawiącym. Wiele osób zostało rannych. (tvn24.pl)
- W rocznicę referendum i wyborów 2 czerwca 1946 roku, w wyniku których obalono monarchię i ustanowiono republikę, we Włoszech odbyła się parada wojskowa na via dei Fori Imperiali, łączącej Koloseum z Placem Weneckim. (tvn24.pl)
- Setki Hiszpanów protestowało w Madrycie przeciwko wizycie Sekretarz stanu Stanów Zjednoczonych Condoleezzy Rice. Skandowali antywojenne hasła i żądali przywrócenia Guantanamo Kubie.
- W obozie palestyńskich uchodźców w Nahr al-Bared w północnym Libanie trwają walki pomiędzy bojownikami Fatah al-Islam a libańskimi żołnierzami. (tvn24.pl)

## 3 czerwca2007
- Trzęsienie ziemi o mocy 6,4 stopnia w skali Richtera nawiedziło prowincję Junnan na południowym zachodzie Chin.

## 4 czerwca2007
- Andrzej Lepper nie stawił się na rozprawie ws. wysypywania zboża na tory kolejowe w 1992 roku. ( Wikinews)
- Detektyw Krzysztof Rutkowski został skazany przez sąd belgijski ( Wikinews)

## 6 czerwca2007
- W leżącym nad Bałtykiem niemieckim Heiligendamm rozpoczął się szczyt przywódców państw G8. Spotkaniu towarzyszyły protesty alterglobalistów.

## 8 czerwca2007
- W niemieckim Heiligendamm zakończył się szczyt przywódców państw G8.
- Prezydent USA George W. Bush złożył wizytę prezydentowi RP Lechowi Kaczyńskiemu w Polsce. Prezydenci spotkali się na lotnisku im. Lecha Wałęsy w Gdańsku, by odbyć krótką rozmowę w ośrodku prezydenckim w Helu na Mierzei Helskiej. Rozmawiano o projekcie budowy tarczy antyrakietowej. (Gazeta.pl)
- Po raz pierwszy w 2007 roku wystartował prom kosmiczny Atlantis. Celem misji było dostarczenie i instalacja elementów konstrukcji na Międzynarodowej Stacji Kosmicznej i niewielka rotacja załogi. Misję zaplanowano na 11 dni. (Gazeta.pl)
- Rada Europy opublikowała raport oskarżający rządy Rumunii i Polski o współpracę z CIA w prowadzeniu w tych krajach tajnych więzień dla pojmanych oskarżanych o terroryzm. (Raport (pdf))

## 10 czerwca2007
- We Francji odbyła się pierwsza tura wyborów parlamentarnych; prezydencka partia UMP zdobyła 40,9% głosów (wraz z koalicjantami: 43%). (Le Monde).
- Andrzej Lepper ponownie wybrany na szefa klubu parlamentarnego Samoobrona.
- Irlandia: Trzech Polaków zaatakowanych nożem w Cavan. Ich stan jest stabilny.
- Chiny: Co najmniej 40 osób zginęło w powodziach.
- Filipiny: Uprowadzenie 57-letniego katolickiego księdza.

## 12 czerwca2007
- Milan Martić został skazany przez Międzynarodowy Trybunał Karny dla byłej Jugosławii na 35 lat więzienia za zbrodnie przeciwko ludzkości i zbrodnie wojenne dokonane na ludności nieserbskiej podczas wojny w Chorwacji. (MTKJ)

## 13 czerwca2007
- Kneset wybrał 83-letniego Szimona Peresa na prezydenta Izraela. (Gazeta.pl)
- W zamachu bombowym w Bejrucie zginęło 10 osób, w tym antysyryjski deputowany parlamentu libańskiego Walid Eido. (Gazeta.pl)

## 14 czerwca2007
- Hamas, po walkach z Fatahem, przejął całkowitą kontrolę nad Strefą Gazy.
- Nicolas Sarkozy odbył swoją pierwszą wizytę w Polsce jako szósty prezydent Piątej Republiki ( Wikinews).

## 15 czerwca2007
- Prezydent Autonomii Palestyńskiej, Mahmud Abbas odwołał rząd premiera Ismaila Hanije.
- Po raz trzeci Parlament Irlandii wybrał Bertiego Aherna na stanowisko premiera.

## 16 czerwca2007
- Prezydent Lech Kaczyński spotkał się w podberlińskim zamku Meseberg z niemiecką kanclerz Angelą Merkel (gazeta.pl).
- Biskup Stanisław Budzik został wybrany na sekretarza generalnego Konferencji Episkopatu Polski. Zastąpił na tym stanowisku Piotra Liberę, który został biskupem płockim.
- W Licheniu odbyła się II Ogólnopolska Pielgrzymka Ministrantów i Lektorów pod hasłem Posłał nas Pan

## 17 czerwca2007
- Prezydent Autonomii Palestyńskiej, Mahmud Abbas zaprzysiągł nowy rząd, w którym nie zasiadają członkowie organizacji Hamas; nowy premier Salam Fajjad rządzić będzie bez większości parlamentarnej (bbc.co.uk).
- We Francji odbyła się druga tura wyborów parlamentarnych. Wybory wygrała prawicowa Unia na rzecz Ruchu Ludowego (UMP), jednak z mniejszą przewagą niż oczekiwano. Do parlamentu nie dostał się m.in. Alain Juppé, który podał się do dymisji. (Gazeta.pl)

## 18 czerwca2007
- Unia Europejska ogłosiła wznowienie pomocy dla palestyńskiego rządu Mahmuda Abbasa. Zniesienie sankcji zapowiedziały Stany Zjednoczone, a ich poluzowanie – Izrael. (Time za AP)
- W Bratysławie rozpoczął się szczyt Grupy Wyszehradzkiej. Tematem rozmów był m.in. traktat konstytucyjny UE. (Gazeta.pl)

## 19 czerwca2007
- Rozpoczął się wielodniowy strajk pielęgniarek przed kancelarią premiera w Warszawie[1][2].
- W Baku zakończył się szczyt GUAM. Gośćmi szczytu byli prezydenci Litwy, Polski i Rumunii. Azerbejdżan przejął prezydencję w organizacji.

## 20 czerwca2007
- Sąd Specjalny dla Sierra Leone skazał trzy osoby za zbrodnie przeciwko ludzkości i zbrodnie wojenne dokonane podczas wojny domowej w Sierra Leone. Pierwszy raz w historii międzynarodowy trybunał karny skazał za zbrodnię wcielania dzieci do sił zbrojnych oraz wymuszenia małżeństw podczas konfliktu zbrojnego. (Sąd Specjalny)
- Sojusz Lewicy Demokratycznej domaga się powołania komisji śledczej mającej zbadać wyciek z IPN-u nazwisk osób pełniących funkcje publiczne z tzw. listy 500 agentów służb specjalnych. (Gazeta.pl)

## 21 czerwca2007
- Rozpoczął się szczyt Unii Europejskiej w Brukseli.

## 22 czerwca2007
- Podczas trwającego szczytu Unii Europejskiej w Brukseli zebrani przywódcy państw nie doszli do porozumienia.

## 23 czerwca2007
- Podczas obrad szczytu Unii Europejskiej w Brukseli osiągnięto porozumienie umożliwiające rozpoczęcie konferencji międzyrządowej w sprawie nowego unijnego traktatu, mającego zastąpić odrzucony wcześniej traktat konstytucyjny UE. Najdłużej proponowanym zapisom sprzeciwiały się rządy Polski i Wielkiej Brytanii. (Gazeta.pl)

## 25 czerwca2007
- Z wizytą do Polski przybył król Arabii Saudyjskiej Abd Allah ibn Abd al-Aziz Al Su’ud. Towarzyszyła mu 250 osobowa delegacja, w tym wielu przedsiębiorców.
- Były prezydent Liberii Charles Taylor po raz drugi nie stawił się na proces w Sierra Leone, wytoczony mu za zbrodnie wojenne[3].

## 26 czerwca2007
- Benedykt XVI przywrócił tradycyjne zasady wyboru papieża. Kandydat musi uzyskać 2/3 głosów.
- Król Arabii Saudyjskiej Abd Allah ibn Abd al-Aziz Al Su’ud został 800. Kawalerem Orderu Uśmiechu.

## 27 czerwca2007
- Gordon Brown został premierem Wielkiej Brytanii (bbc.co.uk).
- Zgromadzenie Parlamentarne Rady Europy przyjęło raport, w którym oskarżono Polskę i Rumunię o ukrywanie na swoim terytorium tajnych więzień CIA[4].

## 29 czerwca2007
- Oskarżony o przestępstwa na tle seksualnym prezydent Izraela Mosze Kacaw podał się do dymisji. (gazeta.pl)
- Arcybiskupi Kazimierz Nycz z Warszawy i Edward Ozorowski z Białegostoku otrzymali w Rzymie paliusze z rąk papieża Benedykta XVI. (ekai.pl)

## 30 czerwca2007
- W Glasgow podjęto próbę zamachu terrorystycznego na budynek głównego terminalu lotnisku.
- Odbyły się wybory parlamentarne w Timorze Wschodnim.